# Habsburg, Aargau
Habsburg är en ort och kommun i distriktet Brugg i kantonen Aargau, Schweiz. Kommunen har 435 invånare (2023).
I kommunen finns ruinen av slottet Habsburg, uppfört omkring 1020 av biskop Werner I i Strassburg och bekant som den habsburgska familjens stamgods.